# Stazione di Malé
La stazione di Malé è una stazione ferroviaria della linea a scartamento ridotto Trento-Malé-Mezzana a servizio del comune di Malé in provincia autonoma di Trento.
La gestione degli impianti è affidata a Trentino Trasporti.

## Storia
La stazione è stata inaugurata il 5 maggio 2003, in occasione dell'apertura del nuovo tratto da Malé a Marilleva.
Precedentemente a questa data Malé costituiva il capolinea della linea ferroviaria. La vecchia stazione di testa si trovava poco più a valle rispetto a quella attuale e dal 2003 al 2014 ha continuato ad essere utilizzata attivamente per il rimessaggio dei treni nell'adiacente deposito (ovvero fino all'inaugurazione del nuovo deposito rotabili e automezzi di Croviana). Successivamente sia i binari sia la catenaria all'interno della vecchia stazione e sul raccordo di collegamento alla linea sono stati smantellati.

## Strutture ed impianti

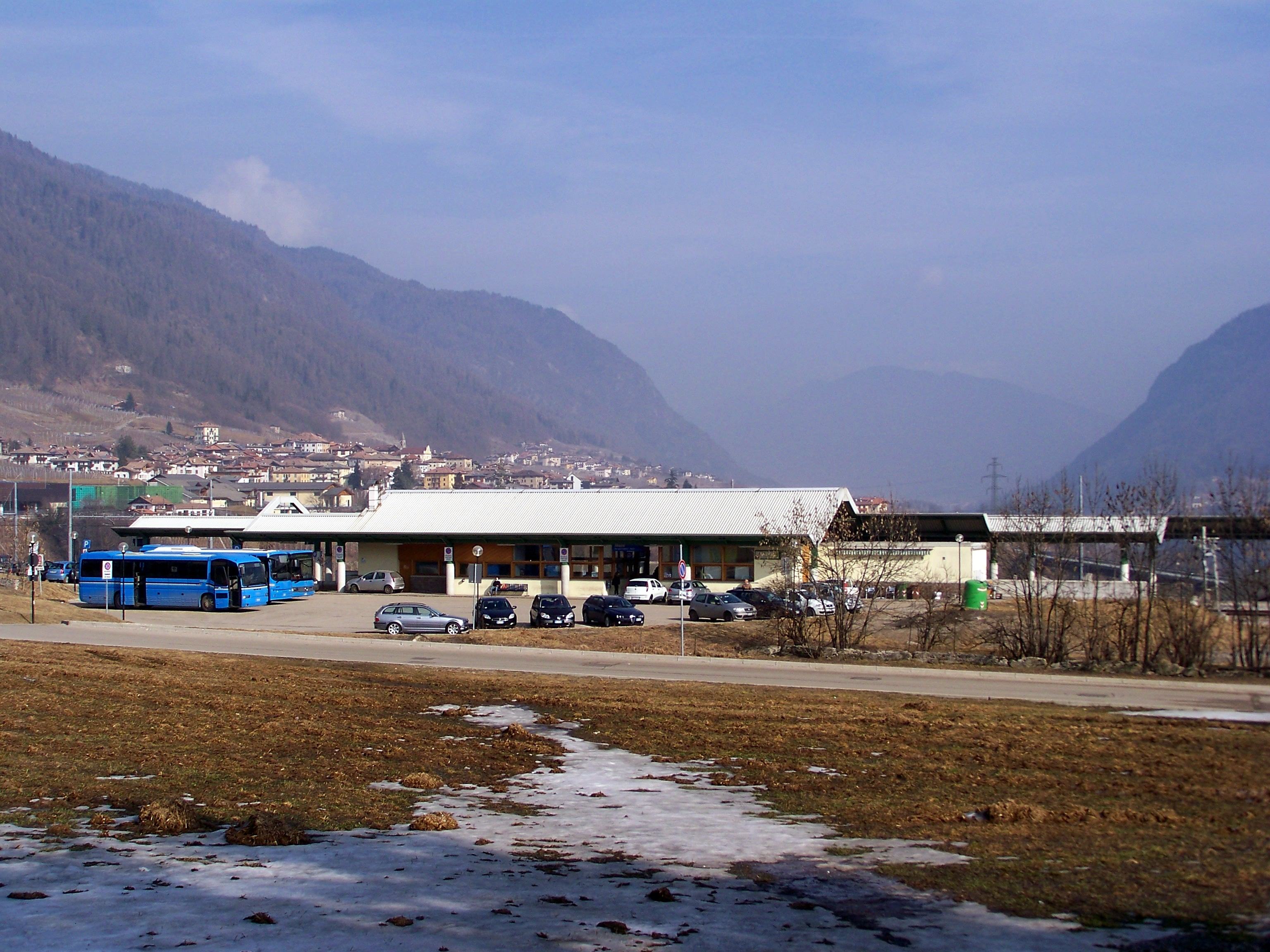
Fabbricato viaggiatori.

Il fabbricato viaggiatori è una costruzione moderna: si compone di un solo piano e gli elementi principali che lo compongono sono cemento e ferro per l'esterno, legno per l'interno.
Il piazzale è composto da tre binari: il secondo binario è di corsa, mentre il primo e il terzo sono utilizzati per gli incroci e le precedenze.
Tutti i binari sono dotati di banchine e di una lunga pensilina in metallo. I binari secondo e terzo sono raggiungibili dall'utenza tramite un sottopassaggio accessibile ai disabili.
Sono presenti numerosi monitor, indicanti gli arrivi e le partenze dei treni, sia all'interno del fabbricato viaggiatori sia sulle banchine.

## Servizi
- Accessibile ai disabili.
- Biglietteria
- Parcheggio
- Bar
- Capolinea autolinee urbane ed extraurbane per Mezzana, Passo del Tonale, Fucine, Madonna di Campiglio
- Edicola
- Servizi igienici
- Sala d'attesa[1]